# 莱格布鲁赫
莱格布鲁赫（德語：Leegebruch）是德国勃兰登堡州的一个市镇，隶属于上哈弗尔县。总面积为6.45平方千米，截至2020年总人口为6920人。